# Cose di questo mondo
Cose di questo mondo (In This World) è un film del 2002 diretto da Michael Winterbottom.
Realizzato in stile semi-documentaristico, il film descrive l'odissea di due giovani afgani che lasciano un campo per rifugiati in Pakistan per raggiungere il Regno Unito.
Nel 2003 è stato proiettato alla 53ª edizione del Festival di Berlino, aggiudicandosi l'Orso d'oro, il Peace Film Award e il premio della giuria ecumenica.

## Trama
Jamal è un orfano sedicenne che vive vicino a Peshawar in Pakistan, ai bordi di uno dei tanti campi profughi. Quando suo cugino Enayat viene mandato in Europa alla ricerca di un futuro migliore, Jamal si offre di accompagnarlo. Attraverso Iran, Turchia e Italia, i due viaggiano a ritroso lungo la "via della seta" nascosti nella ribalta di un tir o all'interno di un container, fra contrabbandieri, continue minacce e condizioni di vita impossibili. Alla fine, solo Jamal riuscirà a raggiungere Londra, la destinazione finale del lungo e drammatico viaggio.

## Produzione
Quasi tutto il film è stato girato on location, tra Pakistan, Iran, Turchia, Italia, Francia e Regno Unito. Le scene all'interno del campo profughi francese di Sangatte sono state invece realizzate in Inghilterra a causa dell'ostilità nei confronti della troupe da parte degli abitanti di un vicino paese.
Il film ha avuto due titoli di produzione prima di quello definitivo. Durante le riprese il titolo era The Silk Road, principalmente una copertura dovuta al fatto che ai funzionari di molti Paesi era stato detto che si trattava di un documentario sulla via della seta. Il titolo successivo era M1187511, codice assegnato dal Ministero dell'interno del Regno Unito alla domanda per lo status di rifugiato presentata dal protagonista Jamal Udin Torabi. Prima dell'uscita del film il titolo è diventato In This World, riferimento alla sequenza in cui Jamal, dopo la morte di Enayat, dice al telefono che il cugino "non è più in questo mondo".
Ad eccezione di Nabil Elouahabi, noto anche per la partecipazione alla soap opera inglese EastEnders, tutti gli altri membri del cast sono non professionisti. Dopo essere tornato in Pakistan, Jamal Udin Torabi ha presentato domanda di asilo in Inghilterra, dove si è trasferito e dove vive nel sud est di Londra (con un permesso che gli consente di rimanere nel Regno Unito fino al suo diciottesimo compleanno). Enayatullah ha invece usato i soldi guadagnati per comprare un camion e ha avviato un'attività di import-export tra Kabul e Peshawar.

## Colonna sonora
La colonna sonora del film, realizzata dal compositore italiano Dario Marianelli, è stata pubblicata nel 2016 dalla MovieScore Media.

### Tracce
1. Jamal Leaves Home – 03:38
2. Sacrifice – 02:25
3. A Dodgy Deal – 01:39
4. Tehran – 03:22
5. The Invention of Music – 05:02
6. Being Stuck – 02:02
7. The Road Block – 05:08
8. Fifty-Two Hours – 05:28
9. Uneasy Ice Creams – 02:54
10. Waiting in Istanbul – 02:29
11. Across the Mountains – 03:04
12. Orange Crates – 02:28
13. Asylum Application N.1327783_B – 02:38
14. Elegy for Refugees – 02:59

## Distribuzione
Dopo l'anteprima al London Film Festival del 17 novembre 2002 e la proiezione al Festival di Berlino del 7 febbraio 2003, il film è stato distribuito nelle sale del Regno Unito a partire dal successivo 28 marzo. In seguito è stato proiettato in molte altre manifestazioni internazionali.

### Date di uscita
- Regno Unito (In This World) – 28 marzo 2003
- Irlanda (In This World) – 28 marzo 2003
- Italia (Cose di questo mondo) – 4 aprile 2003
- Germania (Aufbruch ins Ungewisse) – 18 settembre 2003
- Stati Uniti (In This World) – 19 settembre 2003
- Spagna (In This World) – 26 settembre 2003
- Grecia (Sta synora tou kosmou) – 26 settembre 2003
- Svezia (In This World) – 3 ottobre 2003
- Paesi Bassi (In This World) – 16 ottobre 2003
- Francia (In This World) – 29 ottobre 2003
- Australia (In This World) – 6 novembre 2003
- Giappone (イン・ディス・ワールド) – 15 novembre 2003
- Belgio (In This World) – 26 novembre 2003
- Austria (In This World) – 6 febbraio 2004
- Canada (In This World) – 27 febbraio 2004
- Portogallo (Neste Mundo) – 18 marzo 2004
- Danimarca (In This World) – 30 aprile 2004
- Corea del Sud (In This World) – 6 agosto 2004
- Brasile (Neste Mundo) – 19 maggio 2006

### Festival internazionali
- BFI London Film Festival – 17 novembre 2002
- Festival internazionale del cinema di Berlino – 7 febbraio 2003
- NatFilm Festival – 6 aprile 2003
- Human Rights Watch Film Festival – 11 giugno 2003
- Festival internazionale del cinema di Karlovy Vary – 4 luglio 2003
- Film by the Sea – 7 settembre 2003
- Toronto International Film Festival – 9 settembre 2003
- Athens Film Festival – 14 settembre 2003
- Dinard Festival of British Cinema – 2 ottobre 2003
- São Paulo International Film Festival – 18 ottobre 2003
- Oslo International Film Festival – 25 novembre 2003
- Festival internazionale del cinema di Varsavia – 8 ottobre 2004
- Jakarta International Film Festival – 6 dicembre 2004
- Festival internazionale del cinema di Salonicco – 18 novembre 2005
- Sarajevo Film Festival – 19 agosto 2014

## Accoglienza

### Incassi
Il film ha riportato un incasso di 84.299 dollari negli Stati Uniti e di circa 130.000 euro in Italia.

### Critica
Nonostante il modesto risultato al box office, il film ha ottenuto recensioni positive da parte della stampa. Il sito Rotten Tomatoes riporta l'89% di recensioni professionali con giudizio positivo e un voto medio di 7,5 su 10, mentre il sito Metacritic assegna al film un punteggio di 75 su 100 basato su 25 recensioni.
- A. O. Scott, The New York Times: «Se c'è dello strazio in questo film, c'è anche un senso di energia che lo rende quasi esilarante».[9]
- Lisa Schwarzbaum, Entertainment Weekly: «Si apre con l'ingannevole distacco di un documentario, ma è costruito con un sicuro senso di epopea drammatica».[10]
- Megan Lehmann, New York Post: «Rende reali le disperate distanze che devono percorrere i rifugiati, quelli che fuggono dalla povertà e dal pericolo».[10]
- Ty Burr, The Boston Globe: «È un dramma umano straordinario, in cui ogni fase del viaggio dei suoi personaggi è uno spaventoso thriller in miniatura».[10]
- Philip Wuntch, The Dallas Morning News: «Cose di questo mondo è sia un commovente omaggio alla resilienza umana sia un'accusa pungente all'avidità degli uomini».[10]
- Ella Taylor, L.A. Weekly: «Il ritmo "staccato" del film, accentuato dalla musica ossessionante di Dario Marianelli, evoca i cicli di tedio e terrore che rendono il viaggio così snervante».[11]
- Elbert Ventura, AllMovie: «Alimentato da un vivificante senso di urgenza, questo film imperfetto appare alla fine come un commovente gesto di umanesimo. A volte può vacillare, ma Cose di questo mondo lascia un'impronta innegabilmente commovente e memorabile».[12]
- Lietta Tornabuoni, La Stampa: «Bello e onesto, il film condensa le esperienze vissute dalla massa di persone coraggiose e disperate che viaggiano coatte per il mondo sfuggendo alla fame, e che spesso arrivano troppo presto alla morte».[13]
- Paolo Mereghetti, IO Donna: «Ci sono volte in cui il cinema sembra ritrovare un senso vero e profondo, recuperando quella necessità espressiva che da tempo latita... È il caso dell'ultimo film di Michael Winterbottom, regista per altri versi discontinuo e non sempre convincente, che invece qui trova il giusto equilibrio tra elaborazione e analisi della realtà».[13]

## Riconoscimenti
- 2003 – Festival internazionale del cinema di Berlino
Orso d'oro a Michael Winterbottom
Peace Film Award a Michael Winterbottom
Premio della giuria ecumenica a Michael Winterbottom
- 2003 – European Film Awards
Candidatura per il miglior film a Andrew Eaton e Anita Overland
Candidatura per il miglior regista a Michael Winterbottom
Candidatura per la miglior fotografia a Marcel Zyskind
- 2003 – British Independent Film Awards
Miglior contributo tecnico a Peter Christelis (per il montaggio)
Miglior produzione
Candidatura per il miglior regista a Michael Winterbottom
Candidatura per il miglior contributo tecnico a Tim Alban, Joakim Sundström e Stuart Wilson (per il sonoro)

- 2004 – BAFTA Awards
BAFTA al miglior film non in lingua inglese a Andrew Eaton, Anita Overland e Michael Winterbottom
Candidatura per il miglior film britannico a Andrew Eaton, Anita Overland e Michael Winterbottom
- 2004 – London Critics Circle Film Awards
Candidatura per il film dell'anno
Candidatura per il regista dell'anno a Michael Winterbottom
- 2004 – Directors Guild of Great Britain
Miglior regista di un film britannico a Michael Winterbottom